# Maria Toni
Maria Toni (Appignano, 8 settembre 1939 – Macerata, 26 luglio 2016) è stata un'imprenditrice italiana.

## Biografia
Maria Toni è stata la fondatrice nel 1968 dell'azienda Toma, produttrice di abbigliamento professionale ad Appigliano.
È stata la prima imprenditrice a ricevere il Premio Marisa Bellisario (1989).
Ha ricevuto la laurea honoris causa in Economia e Commercio nel 1997 ed è stata nominata cavaliera in Ordine al Merito della Repubblica Italiana nel 2009.
È morta nel 2016 all’ospedale di Macerata.